# ماري فاغنر (ناشطة)
ماري فاغنر (بالإنجليزية: Mary Wagner)‏ هي ناشِطة كندية، ولدت في 12 فبراير 1974 في نانيامو إي في كندا.